# 여성 만화
여성 만화(女性漫畵) 또는 여성향 만화(女性向漫畵)는 소녀 만화의 일종이다. 20대를 중심으로 한 성인 여성의 생활이나 연애를 다루며, 일본의 여성향 만화(女性向け漫画) 또는 영 레이디스 만화(ヤング・レディース漫画)에 해당하는 개념으로 고안되었다. 여성 만화 이외에도 여자 만화, 감성 만화, 성인 순정 등의 다양한 표현이 공존해 왔다.

## 용어에 대한 오해
일본 또는 대한민국의 만화 팬들 사이에서는 여성향 만화(女性向け漫画)를 ‘여성용 성애 만화’ 또는 ‘보이즈 러브 만화’로 이해하는 경우가 잦다. 이는 여성향(女性向け)이라는 표현이 1990년대 후반 일본 만화계 내부에서 일종의 속어가 되면서 일어난 의미 전이의 결과로 보인다. 그러나 ‘여성향(女性向け)’(또는 남성향(男性向け)이라는 표현은 현대 일본어에서 이미 일반인들 사이에서 널리 사용하는 구어로써 굳어졌으므로, 일반적인 의미로서 ‘성인 여성 취향’이라고 해석하는 것이 옳을 듯하다.
레이디스 코믹(レディースコミック, 약칭 레디코미(レディコミ)) 또는 레이디스 코믹스(レディースコミックス)라는 일본식 영어 표현은 한때 일본 만화계에서 여성향 만화와 동의어로 혼용되었고, 대한민국에서도 대한민국 최초의 여성 만화지인 《투유》가 레이디스 코믹지를 표방하면서 알려졌다. 그러나 최근에 이르러 레이디스 코믹은 ‘성인 여성을 독자로 삼는 이성 성애 만화’라는 의미로 자리 잡았고, ‘성인 여성을 위한 보편적인 순정 만화’를 뜻하는 영 레이디스(ヤング・レディース), 그리고 양자를 통칭하는 여성향 만화에는 19금 장르가 세부적으로 더 있다.

## 여성 만화 잡지

### 대한민국
- 예원문화사
  - 투유 (1993년 ~ 1994년)
- 육영재단
  - 마인 (1995년 ~ 1996년)
- 대원씨아이
  - 화이트 (1995년 ~ 2001년)
- 서울문화사
  - 나인 (1997년 ~ 2001년)
- 시공사
  - 케이크 (1999년 ~ 2001년)
  - 비쥬 (2002년 ~ 2004년)
  - 오후 (2003년 ~ 2004년)
- 허브
  - 허브 (2004년 ~ 2006년)
- 절대교감
  - 그루 (2008년 ~ 2010년)

### 일본
- 고단샤
  - 비・러브 (1980 ~)
- 슈에이샤
  - 유 (1980년 ~ )
- 쇼가쿠칸
  - 빅코믹 포 레이디 (1981년 ~ 1990년)
  - 주디 (1985년 ~ 2008년)
- 아키타 쇼텐
  - 엘레강스 이브 (1984년 ~ )
  - 포 미세스 (1986년 ~ )
- 소비샤
  - 오피스 유 (1985년 ~ )
- 하쿠센샤
  - 실키 (1985년 ~ )